# Anischys
Anischys is een geslacht van wantsen uit de familie van de Acanthosomatidae (Kielwantsen). Het geslacht werd voor het eerst wetenschappelijk beschreven door Dallas in 1851.

## Soorten
Het genus bevat de volgende soorten:

- Anischys lundbecki (Jensen-Haarup, 1928)
- Anischys luteovaria (Westwood, 1837)